# HEAVEN/Squall
「HEAVEN／Squall」（ヘヴン／スコール）は、福山雅治の14枚目のシングル。1999年11月17日に発売された。発売元はBMGファンハウス（現・Ariola Japan）。

## 解説
本作は6年ぶりに水曜日に発売された。
前作「Peach!!／Heart of Xmas」から1年ぶりとなるシングル。
ジャケット写真は植田正治によるもの。結果として、植田正治が福山の音楽作品を手掛けるのは本作が最後となった。
シングル発売と12月8日に発売されるベストアルバム『MAGNUM COLLECTION 1999 "Dear"』発売を記念し、“SUPER HEAVEN キャンペーン”と題してシングルの帯にある応募券をベスト・アルバムに封入されている応募はがきに貼って送ると、抽選でA賞として12月28日に開催される『福山☆冬の大感謝祭 其の二』パシフィコ横浜公演のコンサートにヨコハマグランドインターコンチネンタルホテルの宿泊+α付での招待が、B賞として福山雅治2000年卓上カレンダーが1999名に当たるキャンペーンが行われた。
オリコンシングルチャートは初登場首位とはならなかったが、登場5週目で1995年10月発売の「Message/今このひとときが遠い夢のように」以来、約4年ぶりの1位獲得となった。また、シングル発売週が1999年度のオリコン年間ランキング集計期間の最終週であったため、2000年度の年間シングルランキングで21位を記録している。

## 収録曲
全作詞・作曲：福山雅治
1. HEAVEN（編曲：佐橋佳幸）
フジテレビ系ドラマ『OUT〜妻たちの犯罪〜』主題歌。
メロディーは、1999年初めにスタジオで曲作りをしていた時に作られた。「Peach!!」、「HEAVEN」、「Gang★」からなる“依存症3部作”。
以前キューバに行ったときに感じたことを表現した結果、ラテンの曲調になったという。今この時代を生きるものとしての刹那感、人間の欲望感などを、主題歌となるドラマの内容も含めて表現した歌詞になっている。
ミュージックビデオが存在しており、2010年に発売されたベストアルバム『THE BEST BANG!!』初回限定盤付属のDVDに収録されている（音源はリミックスされたものになっている）。
元プロ野球選手の新庄剛志（SHINJO）が現役時代の2000年にこの曲を自身初の登場曲として起用している[1][注 1]。
2. Squall（編曲：富田素弘）
松本英子へ提供した「Squall」のセルフカバー。福山初の楽曲提供であり、セルフカバーも初であった。歌詞も女性目線で描かれている。
2011年の年末ライブ『福山☆冬の大感謝祭 其の十一』開催前に行われたリクエスト投票では、第1位になった。
新庄剛志はこの曲を聴いてメジャーリーグ挑戦を決断したという[2]。
3. HEAVEN (original karaoke)
4. Squall (original karaoke)

## ミュージシャン
| HEAVEN - Synthesizer:TETSUO ISHIKAWA - Drums:YOSHITAKA SHIMADA - Bass:NOBUO ARIGA - Guitar:YOSHIYUKI SAHASHI - Keyboards:YUTA SAITO - Organ:TOSHIFUMI SHIBATA - Backing Vocals:KENGO SUZUKI | Squall - Acoustic Piano/Keyboards:MOTOHIRO TOMITA - Synthesizer:NOBUO MORIYASU - Acoustic Guitar:MASAHARU FUKUYAMA |

## 収録アルバム
HEAVEN
- f
- Fukuyama Masaharu ANOTHER WORKS remixed by Piston Nishizawa (ピストン西沢によるremix)
- THE BEST BANG!!

Squall
- MAGNUM COLLECTION 1999 "Dear"
- fukuyama masaharu acoustic live best selection "Live Fukuyamania" (Live Version)
- fukuyama masaharu MAGNUM COLLECTION "SLOW" (new mix)
- THE BEST BANG!!
- 福の音（LIVE Version）